# Callerinnys deflavata
Callerinnys deflavata là một loài bướm đêm trong họ Geometridae.